# フォイエルバッハ双曲線

フォイエルバッハ双曲線

幾何学において、フォイエルバッハ双曲線（ふぉいえるばっはそうきょくせん、英: Feuerbach hyperbola）は三角形の頂点、垂心、内心、ジェルゴンヌ点、ナーゲル点、ミッテンプンクト、シフラー点などを通る直角双曲線である。その中心は内接円と九点円の接点、フォイエルバッハ点である。

## 方程式
フォイエルバッハ双曲線は三線座標(α : β : γ)によって以下の式で表される。
{\displaystyle {\frac {\cos B-\cos C}{\alpha }}+{\frac {\cos C-\cos A}{\beta }}+{\frac {\cos A-\cos B}{\gamma }}=0}
ここでA, B, C は三角形の角の大きさである。

## 性質
- 内心Iを通る接線はOI線である。
- 接線三角形のフォイエルバッハ双曲線はシュタムラー双曲線（Stammler Hyperbola）という[2]。シュタムラー双曲線の中心はキーペルト放物線の焦点である。シュタムラー双曲線は内心と傍心、外心、類似重心、パリー鏡映点などを通る。
- フォイエルバッハ双曲線の極三角形の極円は、元の三角形の九点円とフォイエルバッハ点で接する（一般に、三角形に外接する直角双曲線の極三角形の極円は直角双曲線の中心で九点円と接する）[3]。

### OI線の等角共役
フォイエルバッハ双曲線はOI線（外心と内心を通る直線）の等角共役の軌跡としても定義される。有名点では、内心は自身、垂心は外心、ナーゲル点は混線内接円と外接円の接点が成す三角形との配景中心（外接円と内接円の外相似点）、ジェルゴンヌ点は外接円と内接円の内相似点の等角共役である。
フォイエルバッハ双曲線上の点の垂足円はフォイエルバッハ点を通る（グリフィスの定理または第二フォントネーの定理の系）。

## 刈屋の定理

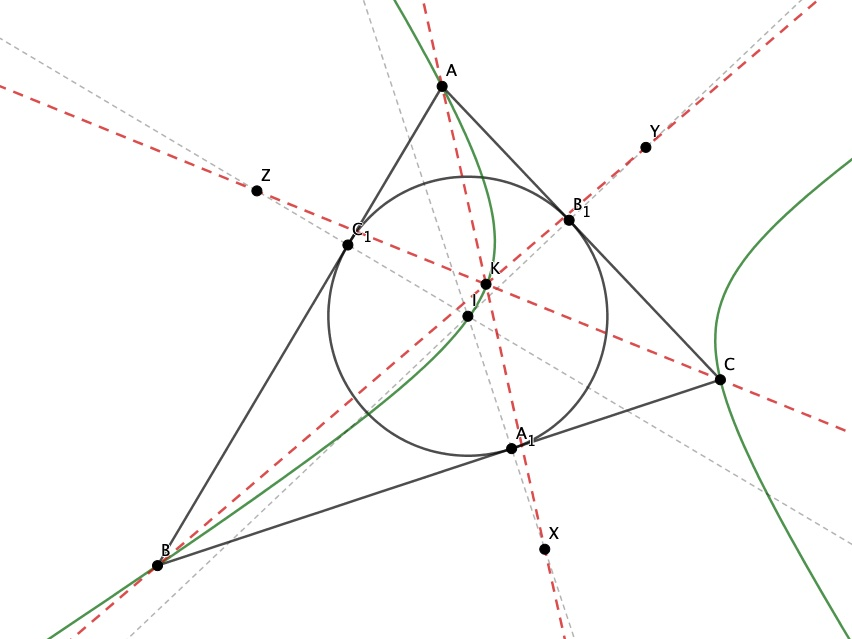
刈屋の定理

三角形ABCについて、内接円とA, B, Cの対辺の接点をそれぞれA1, B1, C1とする。IA1, IB1, IC1上にある点X, Y, XがIX = IY = IZとなるようにとる。このときAX, BY, CZは共点である。これを刈屋の定理（Kariya's theorem）といい、その点を刈屋点と言う。名称は刈屋他人次郎に由来する。刈屋点はフォイエルバッハ双曲線上にある。
刈屋の定理は長い歴史を持つ。 刈屋の定理はAuguste BoutinとV. Retaliが証明するより前に刈屋の論文によって発表されていた。現代では、刈屋の定理が一般化されてフォイエルバッハ双曲線となっている。
また、ルモワーヌの問題（キーペルト双曲線に関する問題）と刈屋の定理はともにヤコビの定理の系である。